# Glycosmis lanceolata
Glycosmis lanceolata är en vinruteväxtart som först beskrevs av Carl Ludwig von Blume, och fick sitt nu gällande namn av Teijsm. & Binn.. Glycosmis lanceolata ingår i släktet Glycosmis och familjen vinruteväxter. Inga underarter finns listade i Catalogue of Life.